# Benci del Sanna
I Benci del Sanna, meglio noti come De' Benci o semplicemente Benci, furono un'antica famiglia italiana, originaria della Toscana e oggi estinta, che si divise in varie consorterie.

## Storia

### Origini

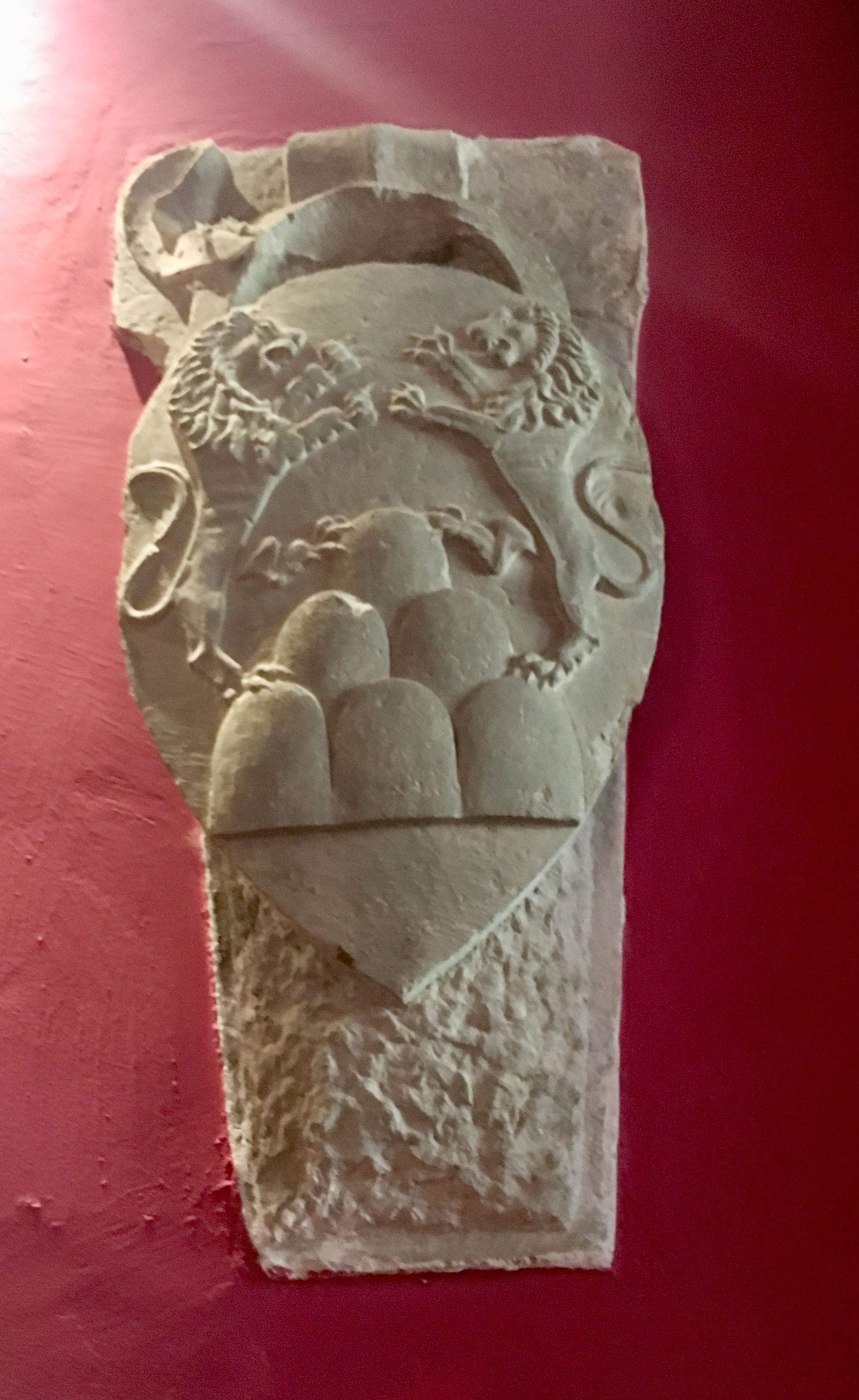
Stemma dei Benci del Sanna nel Monastero delle Murate

Questa famiglia era discendente da una famiglia che abitava in Oltrarno sin da inizio XIV secolo e che si chiamava Usacchi (o Isacchi), forse di origine ebrea. Successivamente, la famiglia mutò il proprio cognome in quello de' Benci. In merito a queste origini, un esempio è dato da Baldassarre Buonaiuti, detto "Marchionne di Coppo Stefani", nella sua Istoria Fiorentina (1386); in essa, troviamo notizia di un Mugnaio Usacchi, Sanna Usacchi e suo figlio Giovanni Usacchi, che furono tra la moltitudine di persone e casate che prestarono servizio all'imperatore Enrico VII (Arrigo VII) nel 1311, e accanto ai loro nomi vi è apposta la dicitura «oggi de' Benci».
Poiché in Toscana esistirono varie famiglie Benci differenti tra loro, questa famiglia in particolare viene distinta come Benci del Sanna, dal nome di Sanna Benci, che fu il primo priore della famiglia nel 1302.

### Organizzazione
I Benci del Sanna si divisero in varie consorterie, che abitarono in luoghi, quartieri e gonfaloni differenti.
Un ramo abitò nel quartiere di Santa Croce e occupò con le sue proprietà gran parte della strada che, da loro, si chiama tutt'oggi via de' Benci e dove si trova il famoso Palazzo de' Benci; invece, un altro ramo abitò in via delle Cantonelle nel quartiere di San Giovanni, dietro la Basilica di San Lorenzo, in quello che è noto come Palazzo Benci; ancora, un ramo risiedette ad Oltrarno, nei pressi della Basilica di Santo Spirito.

### Ascesa
Il vero successo avvenne grazie al banchiere e politico Giovanni di Amerigo di Simone di ser Donato de' Benci. Egli fu uno dei principali collaboratori di Cosimo de' Medici, detto "il Vecchio", e ricoprì vari ruoli nelle filiali e compagnie associate della famiglia Medici. Inizialmente, lavorò prima come impiegato e poi come contabile nella filiale di Roma (dal 1406), poi come direttore e socio in quella di Ginevra (dal 1426), successivamente lavorò anche nella succursale di Basilea e, infine, dal 1434 ritornò a Firenze e divenne socio e direttore generale della compagnia Medici (unico direttore dal 1443 alla morte, avvenuta nel 1455). In questo modo, Giovanni riuscì a fare veramente fortuna e accumulò uno dei più grandi patrimoni di tutta Firenze. Infatti, poco dopo la sua morte, in una stima del 1457, il suo patrimonio venne valutato nel complesso 26.338 fiorini, facendo di esso il secondo più grande patrimonio fiorentino, superato solo da quello dei Medici.
Tra i suoi molti figli, si ricordano Amerigo Benci, che fece carriera nella filiale ginevrina, e Francesco Benci, che invece fece carriera nella filiale avignonese. Successivamente, i due abbandonarono la carriera bancaria e Amerigo, in particolare, si dedicò alla cultura e alle arti, diventando così un vero e proprio mecenate. Amerigo sfruttò la propria dimora per accogliere intellettuali, studiosi e uomini d'arte.

Ritratto di Ginevra de' Benci, figlia di Amerigo Benci e nipote di Giovanni Benci, qui dipinta dal celebre Leonardo da Vinci

Da Amerigo nacque quella che è certamente il membro più celebre dell'intera famiglia: Ginevra de' Benci. Lei fu una donna celebrata per la sua bellezza e la sua cultura e a lei vennero dedicate componimenti poetici e letterari, tra i quali si ricordano i due sonetti (Segui, anima devota e Fuggendo Lot) scritti per lei da Lorenzo de' Medici, detto "il Magnifico". Ma la figura e la memoria di questa donna e della sua famiglia è dovuta essenzialmente al fatto che essa venne immortalata da Leonardo da Vinci in famoso ritratto.
Molti furono i membri appartenenti a questa famiglia che ottennero importanti cariche. Infatti, i suoi esponenti goderono per moltissime volte del Priorato e furono per tre volte Gonfalonieri di Giustizia.

### Estinzione
La famiglia si estinse alla morte di Anton Francesco Benci, figlio di Domenico Benci, che morì il 16 maggio del 1633 e lasciò erede il Monastero delle Murate, già parecchio beneficiate dalla famiglia in passato.

## Benci di San Giovanni

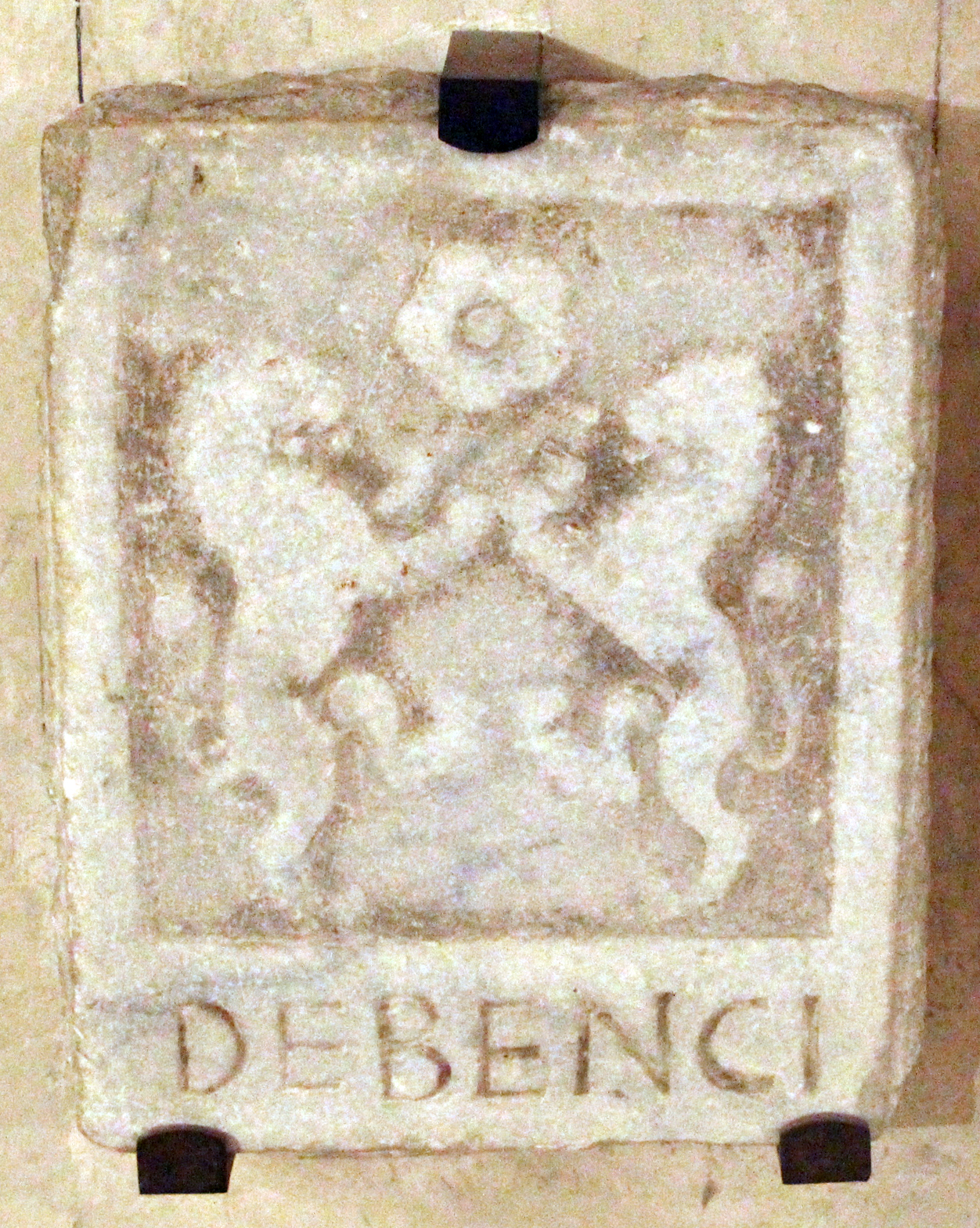
Stemma de' Benci (Benci del Sanna) nella cripta della Basilica di San Lorenzo

Questo ramo era residente nel gonfalone del Drago del quartiere di San Giovanni.
Lo stemma araldico di questo ramo corrispondeva alla seguente blasonatura: "D'oro, a due leoni affrontati d'azzurro, accompagnati da una rosa di rosso". Una variante del testo di blasonatura può essere anche "D'oro, a due leoni affrontati d'azzurro, accompagnati da un ramo di rosaio al naturale, fiorito di un pezzo di rosso", ma comunque corrisponde de facto allo stesso stemma.

## Benci di Santa Croce

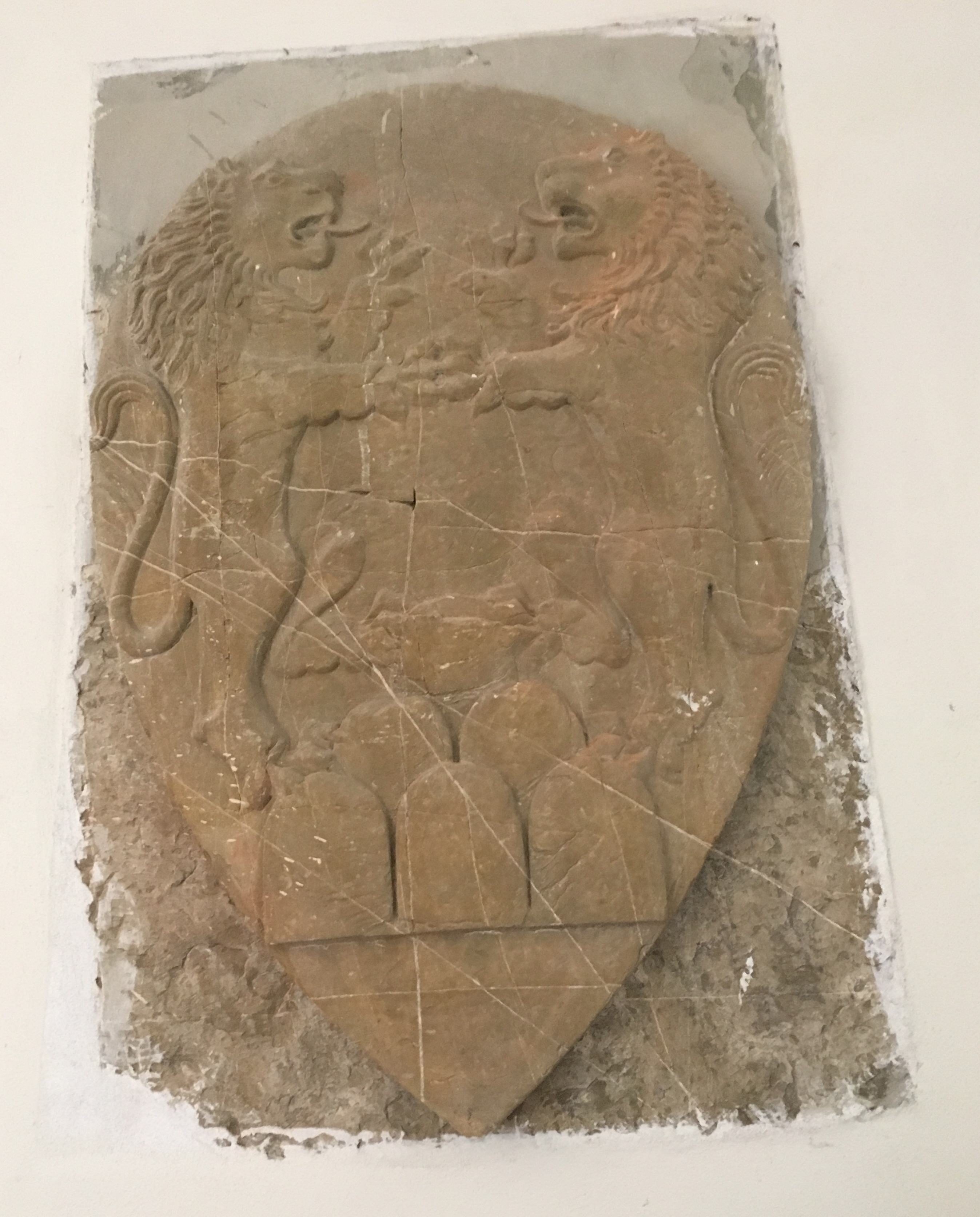
Stemma dei Benci del Sanna nel Monastero delle Murate

Questo ramo era residente nel gonfalone del Lion Nero del quartiere di Santa Croce.
Lo stemma araldico di questo ramo, simile a quello del ramo di San Giovanni, corrispondeva alla seguente blasonatura: "D'oro, a due leoni affrontati d'azzurro, ascendenti un monte di sei cime dello stesso".

## Benci di Lapo
Probabilmente, appartennero alla stessa consorteria dei Benci del Sanna i cosiddetti Benci di Lapo, che godettero per tre volte del Priorato e una del Gonfalonierato. Abitavano nel sestiere di San Pancrazio ed erano viventi nel 1342.

## Genealogia
Quello qui rappresentato è un albero genealogico ricostruito e non esaustivo. La ricostruzione genealogica ruota attorno alla figura di Giovanni Benci, il fondatore della fortuna familiare, e quindi parte dal suo bisnonno paterno e termina con alcuni dei suoi nipoti. Per le fonti utilizzate bisogna guardare le Note e la Bibliografia.
|                             |                             |         |         |                     |                     |                              |                              |                                              |                                              |                                    |                                    |                                                             |                                                             |             |         |                            |                            |          |                                                       |                                                       |                           |                           |                       |                       |
|                             |                             |         |         |                     |                     |                              |                              |                                              |                                              |                                    | Ser Donato                         |                                                             |                                                             |             |         |                            |                            |          |                                                       |                                                       |                           |                           |                       |                       |
|                             |                             |         |         |                     |                     |                              |                              |                                              |                                              |                                    |                                    |                                                             |                                                             |             |         |                            |                            |          |                                                       |                                                       |                           |                           |                       |                       |
|                             |                             |         |         |                     |                     |                              |                              |                                              |                                              |                                    |                                    |                                                             |                                                             |             |         |                            |                            |          |                                                       |                                                       |                           |                           |                       |                       |
|                             |                             |         |         |                     |                     |                              |                              |                                              |                                              |                                    | Simone                             |                                                             |                                                             |             |         |                            |                            |          |                                                       |                                                       |                           |                           |                       |                       |
|                             |                             |         |         |                     |                     |                              |                              |                                              |                                              |                                    |                                    |                                                             |                                                             |             |         |                            |                            |          |                                                       |                                                       |                           |                           |                       |                       |
|                             |                             |         |         |                     |                     |                              |                              |                                              |                                              |                                    |                                    |                                                             |                                                             |             |         |                            |                            |          |                                                       |                                                       |                           |                           |                       |                       |
|                             |                             |         |         |                     |                     |                              |                              |                                              |                                              |                                    | Amerigo                            |                                                             |                                                             |             |         |                            |                            |          |                                                       |                                                       |                           |                           |                       |                       |
|                             |                             |         |         |                     |                     |                              |                              |                                              |                                              |                                    |                                    |                                                             |                                                             |             |         |                            |                            |          |                                                       |                                                       |                           |                           |                       |                       |
|                             |                             |         |         |                     |                     |                              |                              |                                              |                                              |                                    |                                    |                                                             |                                                             |             |         |                            |                            |          |                                                       |                                                       |                           |                           |                       |                       |
|                             |                             |         |         |                     |                     |                              |                              |                                              | Carlo                                        | Carlo                              | Giovanni * 1394 † 1455             | Giovanni * 1394 † 1455                                      | Monna Maria                                                 | Monna Maria |         |                            |                            |          |                                                       |                                                       |                           |                           |                       |                       |
|                             |                             |         |         |                     |                     |                              |                              |                                              |                                              |                                    |                                    |                                                             |                                                             |             |         |                            |                            |          |                                                       |                                                       |                           |                           |                       |                       |
|                             |                             |         |         |                     |                     |                              |                              |                                              |                                              |                                    |                                    |                                                             |                                                             |             |         |                            |                            |          |                                                       |                                                       |                           |                           |                       |                       |
| Bartolomeo * c. 1440 † 1518 | Bartolomeo * c. 1440 † 1518 | Niccolò | Niccolò |                     |                     | Donato ⚭ Bartolomea de' Nasi | Donato ⚭ Bartolomea de' Nasi |                                              |                                              | Amerigo * c. 1431 † c. 1474        | Amerigo * c. 1431 † c. 1474        |                                                             |                                                             |             |         |                            |                            |          | Francesco ⚭ Monna Ginevra di Niccolò di Piero Capponi | Francesco ⚭ Monna Ginevra di Niccolò di Piero Capponi | + altri 3 figli legittimi | + altri 3 figli legittimi | + 2 figli illegittimi | + 2 figli illegittimi |
|                             |                             |         |         |                     |                     |                              |                              |                                              |                                              |                                    |                                    |                                                             |                                                             |             |         |                            |                            |          |                                                       |                                                       |                           |                           |                       |                       |
|                             |                             |         |         |                     |                     |                              |                              |                                              |                                              |                                    |                                    |                                                             |                                                             |             |         |                            |                            |          |                                                       |                                                       |                           |                           |                       |                       |
|                             |                             | Luigi   | Luigi   | Carlo nato nel 1458 | Carlo nato nel 1458 | Margherita                   | Margherita                   | Marietta ⚭ Antonio di Tommaso di Jacopo Nori | Marietta ⚭ Antonio di Tommaso di Jacopo Nori | Giovanni * 1456 † 9 settembre 1523 | Giovanni * 1456 † 9 settembre 1523 | Ginevra * 1457 † 1521 ⚭ Luigi di Bernardo di Lapo Niccolini | Ginevra * 1457 † 1521 ⚭ Luigi di Bernardo di Lapo Niccolini | Nannina     | Nannina | Lucrezia ⚭ Francesco Scali | Lucrezia ⚭ Francesco Scali | Costanza | Costanza                                              | Piero                                                 | Piero                     |                           |                       |                       |
|                             |                             |         |         |                     |                     |                              |                              |                                              |                                              |                                    |                                    |                                                             |                                                             |             |         |                            |                            |          |                                                       |                                                       |                           |                           |                       |                       |
|                             |                             |         |         |                     |                     |                              |                              |                                              |                                              |                                    |                                    |                                                             |                                                             |             |         |                            |                            |          |                                                       |                                                       |                           |                           |                       |                       |
|                             |                             |         |         |                     |                     |                              |                              |                                              |                                              | Amerigo * 1498 † post 1560         |                                    |                                                             |                                                             |             |         |                            |                            |          |                                                       |                                                       |                           |                           |                       |                       |

Oltre alle personalità collocate nell'albero genealogico, si ha notizia che nella seconda metà del XV secolo, tra il 1468 e il 1480 (almeno), vivevano nel Palazzo de' Benci in via de' Benci anche i seguenti membri familiari:
- Monna Maddalena Bandini Baroncelli, seconda moglie e vedova di Giovanni Benci;
- la nonna di Monna Maddalena;
- Benci di Miniato Benci;
- Marco di Marco Strozzi;
- l'intera e vasta progenie.

## Personaggi illustri
- Sanna Benci fu il primo priore della famiglia nel 1302 e da lui deriva il patronimico di "Benci del Sanna";[12]
- Filippo di Bencino del Sanna fu il primo Gonfaloniere di Giustizia della famiglia nel 1328;[13]
- Simone di ser Donato Benci, nonno di Giovanni Benci, fu priore dal 1º gennaio 1354 al 1º gennaio 1355;[14]
- Carlo di Amerigo Benci, fratello di Giovanni Benci, fu un dottore in decreti, il pievano di Santa Maria dell'Antella e nel 1479 fu eletto canonico fiorentino;[13]
- Giovanni Benci, banchiere e politico, fu uno dei principali collaboratori di Cosimo de' Medici, detto "il Vecchio", e ricoprì vari ruoli nelle filiali e compagnie associate della famiglia Medici; in tal modo, divenne ricchissimo e fece la fortuna della sua famiglia;[6]
- Amerigo Benci fu un banchiere, politico e mecenate, che utilizzò la propria dimora per accogliere vari intellettuali, studiosi e uomini d'arte;[7][11]
- Ginevra de' Benci, figlia di Amerigo Benci e nipote di Giovanni Benci, fu una donna celebrata per la sua cultura e la sua bellezza, nonché famosa per essere stata ritratta da Leonardo da Vinci;[8][11]
- Giovanni Benci, fratello di Ginevra de' Benci, fu un ricco mecenate, priore e amico di Leonardo da Vinci.[5][7][11] In vita fu un superbo cavaliere ed era celebre per cavalcare per Firenze riccamente addobbato e su destrieri di razza, acquistati a caro prezzo; da lui derivò il detto "ecco seicento" quando si vedeva un cavallo riccamente ornato, poiché pagò un cavallo barbaro l'esorbitante somma di 600 fiorini d'oro;[5][7][11]
- Domenico Benci fu un pittore e allievo di Giorgio Vasari;[5][15]
- Anton Francesco Benci, figlio del pittore Domenico Benci, morì il 16 maggio del 1633 e con lui si estinse la casata.[5] Lasciò erede il Monastero delle Murate, già parecchio beneficiate dalla famiglia in passato.[5]

## Dimore familiari
| Immagine | Nome                                               | Costruzione                                                                                        | Restauri/modifiche | Passaggi di proprietà/Curiosità | Località        | N. |
| -------- | -------------------------------------------------- | -------------------------------------------------------------------------------------------------- | --- | --- | --------------- | -- |
|          | Palazzo de' Benci in via de' Benci                 | Venne costruito nel XV secolo, unificando antiche proprietà preesistenti degli Alberti del Giudice | Nonostante la fama, non si conoscono le forme assunte esternamente dal palazzo nel Quattrocento, poiché la facciata è un rifacimento. Infatti, in parte sfruttando il primo piano originario, la famiglia Fossi rifece la facciata nel XIX secolo secondo uno stile rinascimentale            | I Benci acquistarono le proprietà degli Alberti tra il 1462 e il 1469, poi le unificarono e vi fecero un'unica facciata. Nel XIX secolo passò ai Fossi. Fu molto famoso, poiché in passato fu luogo di ritrovo di vari intellettuali e artisti, tra cui Leonardo da Vinci, che qui dipinse il celebre Ritratto di Ginevra de' Benci e sempre qui lasciò la sua Adorazione dei Magi | Firenze, Italia |    |
|          | Palazzo Benci in Piazza Madonna degli Aldobrandini | Venne costruito nel XVI secolo, unificando antiche case preesistenti dei Giotti e dei Gori         | Tra il XVII e il XVIII secolo, i Guasconi fecero varie modifiche e ampliarono ai lati il palazzo, tramite l'inglobazione delle altre loro proprietà confinanti. La facciata, con le sue pitture murali cinquecentesche, venne restaurata nel 1954 e, più recentemente, tra il 1989 e il 1990. | Le proprietà vennero acquistate da Niccolò Benci del Sanna nel 1469, ma i suoi eredi le unificarono solamente nella seconda metà del XVI secolo. A inizio XVII secolo passò ai Guasconi, poi ai Cattani (nel 1689), poi ai Mannelli Galilei Riccardi (nel 1891) | Firenze, Italia |    |

### Esplicazioni
1. ↑  In Ademollo, pag. 422, lo stemma dei Benci del Sanna di San Giovanni è così descritto:
«[...] due Leoni azzurri affrontati in campo d'oro e tenenti una rosa rossa di cinque foglie.»
2. 1 2  In Ademollo, pag. 422, lo stemma dei Benci del Sanna di Santa Croce è così descritto:
«[...] ebbero due Leoni azzurri affrontati e rampanti sopra sei monti azzurri in oro»
3. ↑  Da Bambach, Manges, Stern, pp. 129-130, si viene a conoscenza di alcune informazioni in merito: "La scelta di questa famiglia fiorentina [i.e. Benci] come custodi della grande tavola [i.e. Adorazione dei Magi], che forse intendeva completare in seguito, è indice della familiarità e dell'amicizia che esisteva tra Leonardo e la famiglia Benci del Sanna, che erano tra i cittadini più importanti del quartiere Santa Croce. Erano anche clienti del padre di Leonardo, che era amministratore degli atti legali per Bartolomeo, Niccolò, Donato, Amerigo e Francesco - figli di Giovanni di Amerigo Benci (1394-metà luglio 1455). Amerigo di Giovanni e suo fratello Francesco si stabilirono a Firenze nella parrocchia di San Jacopo fra' Fossi, nel Gonfalone del Lion Nero del quartiere di Santa Croce" [...] "Nel 1469 e 1480 Giovanni abitava a Palazzo de' Benci [lett. "nelle due suddette case"] con i vari membri del suo entourage, cioè sua madre Monna Antonia di Lorenzo Cresci (1438 circa – 1484); suo fratello Carlo (nato nel 1458); sua sorella Ginevra (1457 – entro il 1521)". Tradotto in italiano dall'originale in inglese: 
«The choice of this Florentine family as caretakers of the great panel he perhaps intended to complete later is an indication of the familiarity and friendship that existed between Leonardo and the Benci del Sanna family, who where among the most important citizens of the Santa Croce quarter. [...] they where also clients of Leonardo's father, who was trustee of legal documents for Bartolomeo, Niccolò, Donato, Amerigo, and Francesco – sons of Giovanni di Amerigo Benci (1394–mid-july 1455). [...] Amerigo di Giovanni and his brother Francesco [...] settled in Florence in the parish of San Jacopo fra' Fossi, in the Gonfalone Lion Nero of the Santa Croce quarter [...] In 1469 and 1480 Giovanni was living in the two aforementioned houses with the various members of his entourage, that is, his mother Mona Antonia di Lorenzo Cresci (ca. 1438–1484); his brother Carlo (b.1458); his sister(s) Ginevra (1457–by 1521) [...]»

### Fonti
1. 1 2 3 4 5   Famiglia BENCI (fasc. 532) [collegamento interrotto], su Archivio di Stato di Firenze. URL consultato il 29 marzo 2021.
2. 1 2 3   Famiglia BENCI (fasc. 535), su Archivio di Stato di Firenze. URL consultato il 29 marzo 2021.
3. 1 2   Eugenio Ragni, BENCI, Tommaso, in Dizionario biografico degli italiani, Roma, Istituto dell'Enciclopedia Italiana. URL consultato il 29 marzo 2021.
4. ↑  Stefani, pag. 112.
5. 1 2 3 4 5 6 7 8 9 10 11  Ademollo, pag. 421.
6. 1 2 3 4 5 6   Yves Renouard, BENCI, Giovanni, in Dizionario biografico degli italiani, Roma, Istituto dell'Enciclopedia Italiana. URL consultato il 26 marzo 2021.
7. 1 2 3 4 5   Yves Renouard, Eugenio Ragni, BENCI, Amerigo, in Dizionario biografico degli italiani, Roma, Istituto dell'Enciclopedia Italiana. URL consultato il 29 marzo 2021.
8. 1 2 3   Ada Alessandrini, BENCI, Ginevra, in Dizionario biografico degli italiani, Roma, Istituto dell'Enciclopedia Italiana. URL consultato il 24 marzo 2021.
9. ↑  Bambach, Manges, Stern, pag. 129.
10. 1 2  Ademollo, pag. 422.
11. 1 2 3 4 5  Bambach, Manges, Stern, pp. 129-130-131.
12. ↑  Stefani 2, pp. 29-30.
13. 1 2  Cantini, pp. 54-55-56.
14. ↑  Stefani 3, pp. 5-6.
15. ↑  Agosti, pag. 101.